# Spectator

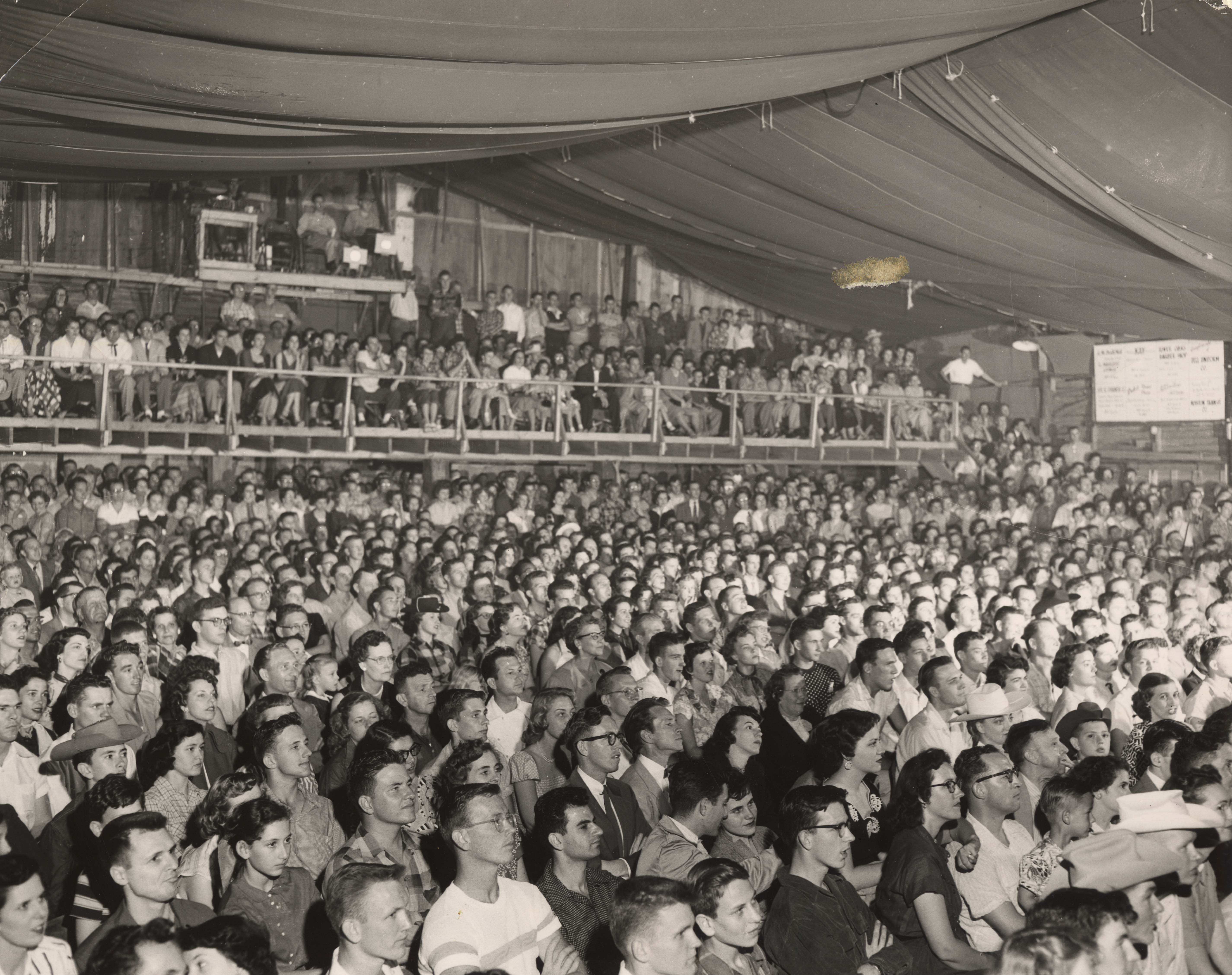
Spectatori la un spectacol Frontier Fiesta, anii 1950

Spectatorul (din franceză spectateur și din latină spectator) este o persoană care asistă la un spectacol artistic, la o competiție sportivă, la un eveniment cultural-politic etc. El este, prin definiție, beneficiarul unui eveniment public.
În teatru, în special, privitorul are o importanță fundamentală nu numai în calitate de destinatar al spectacolului, ci și datorită comunicării privilegiate stabilite între el și actorul sau actorii de pe scenă.
Teatrul secolului al XX-lea a modificat profund concepția clasică a spectatorului. Dacă în trecut spectatorul era considerat un element pasiv, care era important doar pentru că era necesar unui spectacol, mai mulți dramaturgi și regizori au subliniat în schimb importanța spectatorului ca element activ.

## Tipuri de spectatori
Spectatorii se împart în mai multe categorii în funcție de diverse criterii. Astfel, în funcție de frecvența de participare la un anumit eveniment, se poate vorbi de:
- spectator accidental, care participă întâmplător la un eveniment;
- spectator ocazional, care participă din când în când la un eveniment, precum spectatorii care urmăresc proiecțiile de la un anumit cinematograf;
- spectator permanent, care participă la aproape toate evenimentele organizate într-un anumit loc, precum suporterii unui club sportiv.